# 鍋島茂里
鍋島 茂里（なべしま しげさと） / 石井 茂里（いしい しげさと）は、戦国時代から江戸時代初期にかけての武将。肥前国の戦国大名龍造寺家の家臣、佐賀藩主鍋島家の家老。横岳鍋島家（鍋島主水家・石井鍋島家）の初代当主。

## 生涯
永禄12年（1569年）、龍造寺隆信の重臣石井信忠の嫡男として生まれる。母は大宝院（石井忠俊の娘）。最初の名は石井太郎五郎。実弟に鍋島茂賢（石井孫六）がいる。母の大宝院は鍋島直茂の正室陽泰院の姪、鍋島勝茂（佐賀藩初代藩主）の従姉であり、茂里は石井兵部少輔常延の曾孫にあたる。
天正7年（1579年）、利発な少年であった茂里は、その器量を見込まれて、男子に恵まれなかった鍋島直茂・陽泰院夫妻の養子となった。
『葉隠』によれば、茂里が幼少の頃、直茂とともに、筑後舞『羅生門』を観賞したが、その感想を直茂に尋ねられた。そのとき、茂里の答えが非常に生意気であった。直茂は、「童の分際で、こしゃくなことを申すな」と叱責する一方で、茂里の利発さを認め、養子にすることを決めたという。
龍造寺政家の側衆として仕え、当初は、政家から偏諱を授けられ、「家俊」と名乗った。
正室には、直茂が前室との間に儲けた長女伊勢龍姫（月窓院）を迎え、直茂の嫡男勝茂が生まれるまで、茂里が鍋島氏の継嗣と定められていた。
しかし、茂里が鍋島氏の養子となった翌年、直茂夫妻に待望の嫡男勝茂が誕生すると、継嗣を辞して、肥前国神埼郡西郷村に物成3千石を与えられ、別家を立てた。このとき、父信忠は茂里の実家への復籍を直茂に申し入れるが、直茂には「勝茂の後見役として鍋島の家に留まってほしい」との強い希望があり、信忠の申し入れに首肯しなかった。茂里は、その後の生涯を鍋島姓を称する一方で、養父直茂は書状では茂里を指して、鍋島姓以外にも、石井平五郎と書いているものも見られる。
天正12年（1584年）の沖田畷の戦いで、養父直茂に従って初陣を飾るも、敗戦し、直茂とともに退却。混乱の中、冷静にふるまい、勇ましい戦いぶりであったので、直茂はとても感心し、以来、鍋島隊の先鋒は、茂里につとめさせることを決めたという。ただ、茂里が黄金に輝く陣太刀を所持し、敵兵に目立つため、家臣の中野清明が茂里の太刀に泥を塗った話や、養父直茂が自刃を決意した際、介錯を買って出ようとした茂里の短慮を中野が諫める逸話も残る。こうした逸話は、後世に書かれた『葉隠』の著者山本神右衛門が祖父中野の忠臣ぶりを脚色した可能性も指摘される。
龍造寺政家・鍋島直茂が、豊臣秀吉に通じてその傘下に入ると、龍造寺家の人質として、実弟石井孫六（後の鍋島茂賢）や親族の石井三右衛門尉とともに小早川隆景のもとに預けられ、大坂城に登った。人質時代、秀吉がみずから剥いた瓜を馳走になり、そのときから、家紋に五つ木瓜紋を用いたという。秀吉の九州征伐に際して、肥前国に帰還した。
文禄・慶長の役では、一軍を率いて朝鮮半島へ渡海。直茂・勝茂父子を輔弼し、大いに功績があった。朝鮮では、日本から遠征した各大名が、朝鮮側の軍船の拿捕を競い合ったが、鍋島隊は遅れをとってしまった。すると、茂里は「太閤殿下に報告の際、我が軍が遅れをとったようにみられては、父直茂・弟勝茂の面目が立たぬ」と言って奔走し、どこからか多数の軍船をかき集めてきたという逸話が残っている。
関ヶ原の戦いの後、柳川の戦いでも、茂里が軍略の立案から先鋒までを担当し、直茂・勝茂父子を助けた。
その後、佐賀城の築城や、名古屋城などの普請でも活躍した他、内政や外交でも敏腕を振るって、鍋島生三と共に、佐賀藩の基礎を築いた。
子女は、嫡男鍋島淡路守茂宗、次男三四郎茂尚（犬塚茂続養子）、長女瑞祥院（龍造寺高房正室）、次女於仁王（小城藩主鍋島元茂正室）がいた。
子孫は、代々佐賀藩家老を世襲し、7千5百石を領した。